# Američki zračni udar na Libiju 1986.
Američki zračni napad na Libiju 1986., kodnim imenom Operacija Kanjon El Dorada (engleski: Operation El Dorado Canyon), sastojala se od bombardiranja strateški važnih vojnih ciljeva te ubijanje samog Moammara al Gadhafija.

## Pozadina operacije
U rujnu 1969. godine vojnim je udarom srušena libijska monarhija, a kao lider skupine vojnih časnika koji su izveli puč isplivao je mladi pukovnik Moammar al Gadhaffi.
Gadhaffijev uspon na vlast u Libiji vremenski je koincidirao sa smrću egipatskog predsjednika Nasera koji je imao neslužbeni status arapskog vođe te je Gadhaffi u tome vidio priliku da preuzme njegovu ulogu, namećući se kao neprijeporni libijski vođa.
Gadhaffi je eliminirao zapadni utjecaj i stranu vojnu nazočnost u Libiji ukidanjem dopuštenja za američke i britanske vojne instalacije na libijskom tlu te protjerao talijansku i židovsku etničku zajednicu iz zemlje.
Sedamdesetih godina Libija počinje igrati znatno aktivniju ulogu u međunarodnim odnosima te se upleće u nekoliko lokalnih konflikata - u pokušaje vojnog udara u Egiptu i Sudanu te u dugogodišnji građanski rat koji se vodio u susjednom Čadu. Nakon približavanja Egipta i Izraela poslije Camp Davida, Libija se okreće Sovjetskom Savezu, a tenzije između Egipta i Libije 1977. godine rezultiraju i kratkim pograničnim sukobom dviju država.
Libijska je vlada sedamdesetih godina financirala niz terorističkih i paravojnih skupina u svijetu, od Crnih Pantera i Nacije islama u Sjedinjenim Državama pa do sjevernoirske IRA-e, a Libija u to vrijeme pruža i utočište palestinskim skupinama. Libijski agenti su redovito u inozemstvu izvodili atentate na libijske oporbenjake te su bili izravno ili neizravno umiješani u niz terorističkih napada diljem Europe.
Na posljetku, takav je libijski angažman doveo do izravne oružane konfrontacije sa Sjedinjenim Državama. U prosincu 1985. izvedeni su palestinski teroristički napadi na bečku i rimsku zračnu luku kao odmazda za izraelsko bombardiranje stožera PLO-a u Tunisu, ostavivši iza sebe više od dvadeset mrtvih. Američka je administracija optužila Libiju da stoji iza napada, a u siječnju 1986. iznijela i dokaze o libijskoj umiješanosti u napade na rimsku i bečku zračnu luku. SAD su uvele ekonomske sankcije Libiji, koje je otupilo sporo povlačenje američkih naftnih kompanija iz libijskih poslova, te pozvao oko tisuću američkih građana na odlazak iz Libije.

## Vojna akcija
Prvi oružani sukob Sjedinjenih Država i Libije dogodio se još nekoliko godina ranije, kada su tijekom američkih manevara u Zaljevu Sidra 1981. godine srušena dva libijska lovca.
U siječnju 1986. američka je ratna mornarica počela jednotjednu vježbu u međunarodnim vodama blizu libijske obale, na što je Libija u međunarodnim vodama Zaljeva Sidra proglasila liniju čije će kršenje sankcionirati vatrenim odgovorom.
Reakciju Sjedinjenih Država na libijsko razmetanje nije trebalo dugo čekati - u ožujku 1986. održani su novi veliki američki pomorski manevri u Mediteranu koji su uključivali i tri nosača zrakoplova, Saratogu i Coral Sea te Americu.
Dana 24. ožujka američki su zrakoplovi povrijedili proglašenu libijsku zonu zabrane leta, na što je libijska vojska reagirala ispaljivanjem projektila na američke zrakoplove. Odgovor je uslijedio već s padom mraka napadom američkih zrakoplova na nekoliko libijskih ophodnih čamaca, pri čemu je potopljen najmanje jedan brod a pedesetak libijskih mornara ubijeno.
Američki pomorski manevri u Mediteranu završeni su 28. ožujka, a Bijela kuća je povjerovala da je Libija primila poruku i u Zaljevu Sidra naučila lekciju. No, Gadhaffi je dvoboj sa Sjedinjenim Državama nazvao libijskim trijumfom i nije pokazivao namjeru odustati od dotadašnjeg smjera libijske vanjske politike. Na masovnom skupu potpore u Tripoliju proglasio je ratno stanje sa Sjedinjenim Državama, iza čega je uslijedila nova teroristička akcija na američki cilj.
Naime, 5. travnja 1986. izveden je bombaški napad na berlinsku diskoteku koju su posjećivali američki vojnici, pri čemu je šest vojnika ubijeno, a ranjeno je 230 osoba. Amerikanci su tvrdili da su bombu podmetnuli teroristi potpomognuti od Libije. Za tu navodnu umiješanost u napad administracija bivšeg američkog predsjednika Ronalda Reagana je ponovno optužila Libiju, a kao neporecivi dokaz libijske umiješanosti u napad poslužilo je presretanje poruke između libijske misije u istočnom Berlinu i središnjice u Libiji.
Kao protumjeru za napad na diskoteku zapadnonjemačka vlada je protjerala dva libijska diplomata, no Sjedinjene Države pripremile su odlučniji odgovor. Deset dana nakon terorističkog napada, 15. travnja 1986. g., 18 američkih bombardera F-111 poletjelo iz Velike Britanije i nakon dugog leta preko cijelog europskog kontinenta napalo ciljeve oko glavnog libijskog grada Tripolija. Istodobno su mornarički zrakoplovi s nosača zrakoplova u Mediteranu bombardirali ciljeve u gradu Benghaziju, a na meti američkih zrakoplova našle su se vojarne i zračna luka libijske vojske kod Benine, luka u Tripoliju te Gadhafifjeva predsjednička rezidencija.
U američkim zračnim napadima na Libiju poginulo je 37 ljudi a jedna od žrtava bila je i Gadhaffijeva petnaestomjesečna kćer, no sam Gadhaffi prošao je bez ozljeda.
U napadu je srušen jedan američki zrakoplov F-111, a piloti su poginuli. Globalne reakcije na američki zračni napad na Libiju uglavnom su bile osuđujuće, a većina američkih saveznika u Europi također je kritizirala napad. Sovjetski Savez je u znak prosvjeda otkazao planirani susret svog ministra vanjskih poslova Shevarnadzea s američkim državnim tajnikom Shultzom, no većina američkih građana očekivano je poduprla napad.

## Sankcije
U općem raskolu sa Zapadom, iz Libije su deportirani mnogi zapadnjaci, no zračni napad na Libiju nije se pokazao dugoročno produktivnim.
U razdoblju nakon američkog zračnog udara dogodilo se nekoliko novih terorističkih napada i priprema terorističkih akcija za koje je optužena Libija. Najzpoznatija libijska teroristička akcija nakon 1986. godine bila je rušenje Pan Amovog zrakoplova iznad grada Lockerbieja u Škotskoj 1988., a Libiji su 1992. godine zbog odbijanja izručenja agenata optuženih za izvođenje akcije iznad Lockerbiea, uvedene gospodarske sankcije.
Tijekom druge polovice osamdesetih libijsko se gospodarstvo nalazilo u teškom stanju, a devedesetih godina Gaddhafijeva pozicija u zemlji počinje slabiti te je on u dva navrata suočen s pokušajima vojnog udara i krvavim demonstracijama. Stoga je Libija postupno odustala od svoje politike inaćenja prema međunarodnoj zajednici i poboljšavala odnose sa Zapadom, da bi na posljetku 2003. godine bila primljena u međunarodnu zajednicu, i to bez promjene na čelu zemlje.

## Vanjske poveznice
- Operation El Dorado Canyon globalsecurity.org (engl.)